# Pałac Badenich w Warszawie
Pałac Badenich – pałac wzniesiony w latach 1837–1838 dla hrabiego Ignacego Badeniego, który znajdował się w Warszawie przy placu Krasińskich 3, pomiędzy ulicą Długą a pałacem Krasińskich. W latach międzywojennych siedziba Sądu Apelacyjnego. 
Budynek został uszkodzony podczas II wojny światowej. Jego ruiny rozebrano pod koniec lat 50. XX wieku.

## Historia

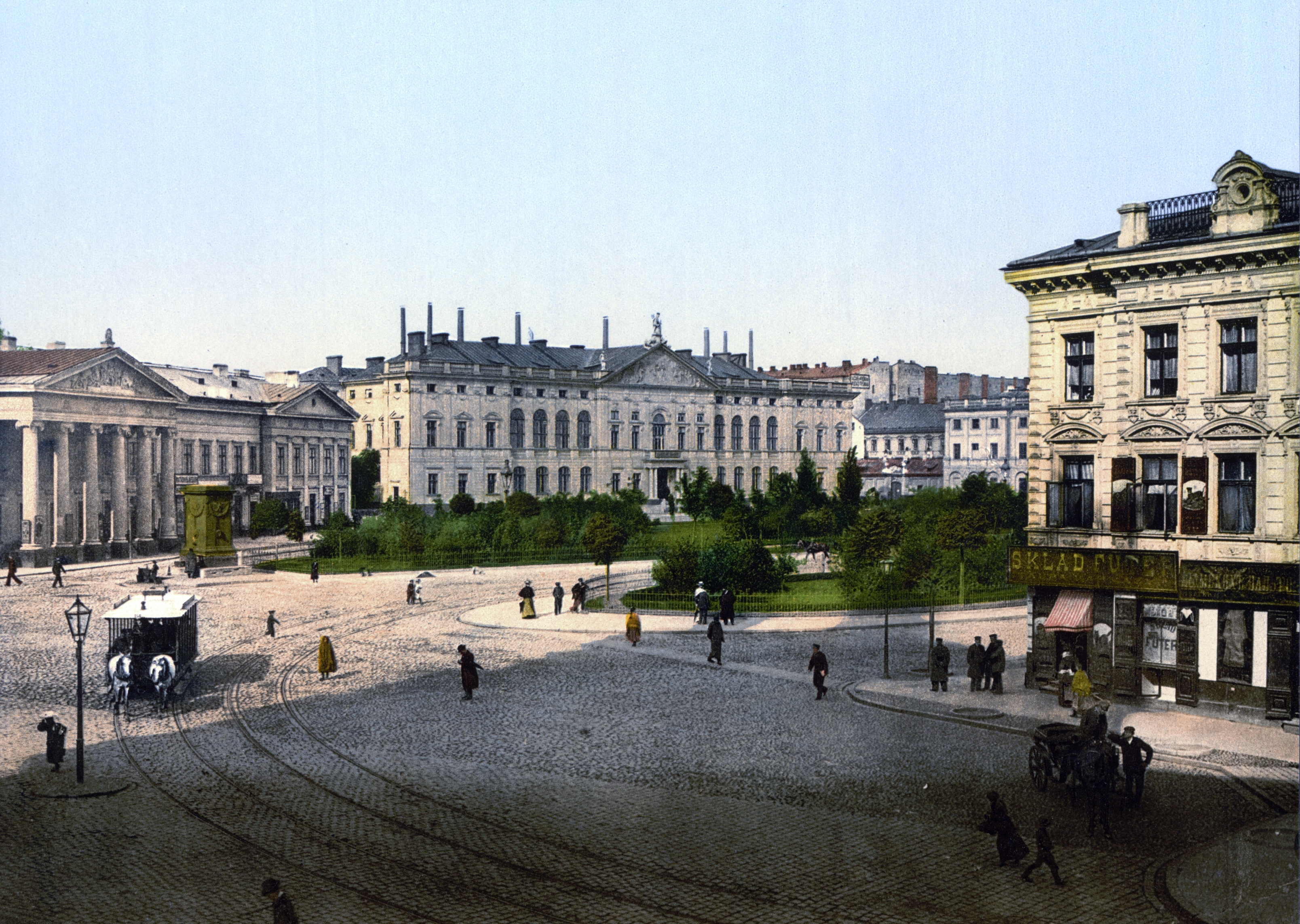
Plac Krasińskich na przełomie XIX i XX wieku. W centrum Pałac Krasińskich, po lewej pałac Badenich

Pałac wzniesiony został w latach 1837–1838 w stylu klasycystycznym według projektu architekta rządowego Andrzeja Gołońskiego dla radcy stanu hrabiego Ignacego Badeniego. W miejscu pałacu znajdował się poprzednio drewniany odwach, a gmach wchłonął południową część budynku dawnej komory celnej i zamknął jej dziedziniec. W pałacu oprócz pomieszczeń zajmowanych przez hrabiego znajdowały się mieszkania do wynajęcia.
W drugiej połowie XIX wieku ulokowało się tam Muzeum Przemysłu i Rolnictwa. W latach międzywojennych mieścił się tam Sąd Apelacyjny. 
Budynek dotrwał do powstania warszawskiego, kiedy to uległ zniszczeniu. 2 września 1944 gruzy trafionego bombami budynku zasypały właz do kanału, którym przed kapitulacją Starego Miasta do Śródmieścia i na Żoliborz ewakuowało się kilka tysięcy osób.
W czasie wojny budynek został zniszczony w ok. 60%. Część murów pałacu stała do końca lat 50. XX wieku, kiedy podjęto decyzję o ich zburzeniu. W jego miejscu, przed biblioteką Instytutu Sztuki PAN, pozostał plac częściowo porośnięty drzewami.

## Architektura
Klasycystyczny budynek o 21-osiowej elewacji frontowej od strony placu. Boniowana elewacja frontowa posiadała portyk joński, ozdobiony akroterionami na przyczółkach portyku oraz wieńcami zdobiącymi belkowanie. Znakiem charakterystycznym tego pałacu było jego wkomponowanie w architekturę placu, bowiem ustawiony pod kątem odsłaniał widok na pałac Krasińskich. 
Autorem projektu placu był Henryk Marconi, a budowa pałacu zbiegła się z przebudową kościoła pijarów przy ul. Długiej na cerkiew. W tympanonie podpartym przez sześć kolumn jońskich znajdowała się płaskorzeźba przedstawiająca Psyche autorstwa rzeźbiarza Pawła Malińskiego.